# 沿岸砲

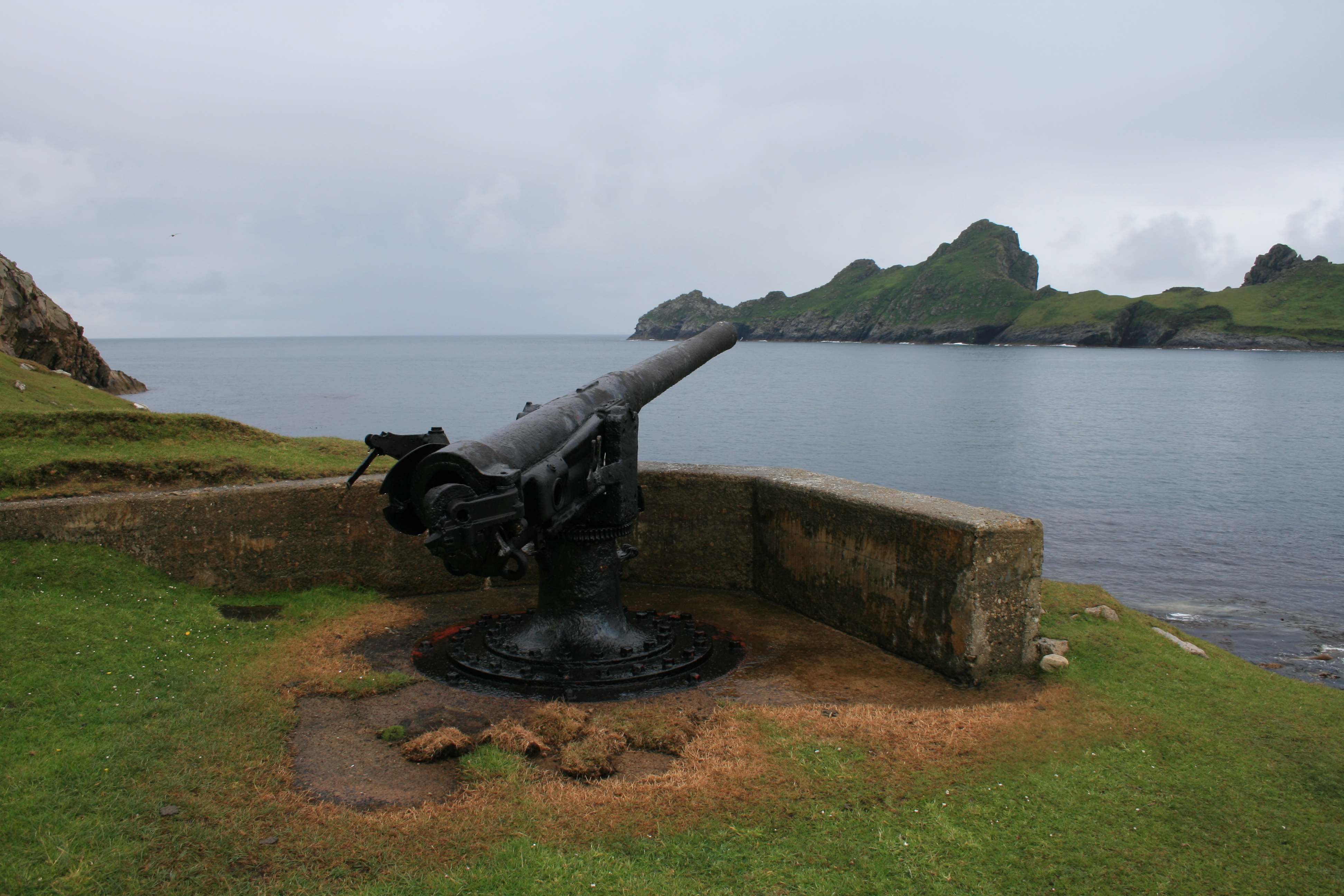
沿岸砲

沿岸砲（えんがんほう Coastal artillery）または海岸砲（かいがんほう）は、沿岸防御施設・海岸要塞に設置された対艦および水際防御用の大砲のこと。要塞砲の一種であり、16世紀から20世紀中盤まで活用された。その後は役割を地対艦ミサイルや、陸戦と兼用できて機動力の高い自走砲に譲ったが、21世紀においても北朝鮮のような一部諸国は洞窟陣地などに固定・牽引式の海岸砲を配備している。

## 歴史
沿岸砲としての大砲の活用は16世紀のヨーロッパで開始された。ヨーロッパ諸国は本土や植民地の港湾防衛のために要塞を建設し、そこに沿岸砲を据え付け敵対国の船舶を牽制・撃退していた。沿岸砲はアメリカ合衆国や日本などにも広がり、攻撃対象となる艦船の防御力が高くなるにつれ大口径化した。対馬要塞などでは戦艦の主砲に匹敵する40cm砲を設置していた。
相手となる艦砲射撃と比較すると、陸上の要塞・陣地内に設置されるため防御において有利であり、動揺がなく照準基線が長く取れるために照準・砲撃精度が高くなる。射撃指揮所や弾薬庫を砲より離れたところに複数設置することによる生存性の向上も望める。第一次世界大戦のガリポリの戦いでは、オスマン帝国軍が沿岸砲台と機雷を併用して英仏の戦艦を撃沈した。
第二次世界大戦の緒戦、オスロフィヨルドの戦いにおいて、ノルウェーは沿岸砲とその亜種とも言える陸上発射魚雷によりドイツの重巡洋艦「ブリュッヒャー」を撃沈して政府・王室の首都脱出のための時間を稼いだが、ノルウェー全土の占領は防げなかった。大戦の激化とともに各国は大西洋の壁に代表される沿岸防御設備を強化し、沿岸砲もノルマンディー上陸作戦などで使用されたが、戦局への寄与は少なかった。これは渡洋侵攻する船団の大規模化、それを支援する戦艦の防御力と艦砲威力の向上、更に航空機による偵察や爆撃が行われるようになり、沿岸砲の効果が相対的に低下したことが影響している。第二次世界大戦後は各国とも沿岸防衛で航空機やミサイル、自走砲を中心とするようになり、対ソ連（ロシア）防衛で沿岸砲を重視してきた北欧の一部諸国でも対艦ミサイルへの転換が進んでいる。
日本においては沿岸防衛手段として江戸時代末期より意識されるようになり、各地に台場が作られ大砲が設置された。明治中期以降は東京湾要塞や対馬要塞など港湾防備・海峡封鎖目的の要塞が建設され、対艦兵器として沿岸砲が設置したが、潜水艦・航空機に対しては効果が無く敗戦とともに解体された。自衛隊は沿岸砲を運用しておらず、地対艦ミサイル連隊を保有している。
アメリカ合衆国においては、沿岸砲システムの開発は1794年よりアメリカ陸軍によって開始された。第二次世界大戦中も運用されたが、枢軸国の艦船がその射程内に入ることも無かったため、特に戦果は無かった。北ヨーロッパ諸国やソビエト連邦、それにドイツでは沿岸砲は海軍の管轄であった。